# Pierre Nimax

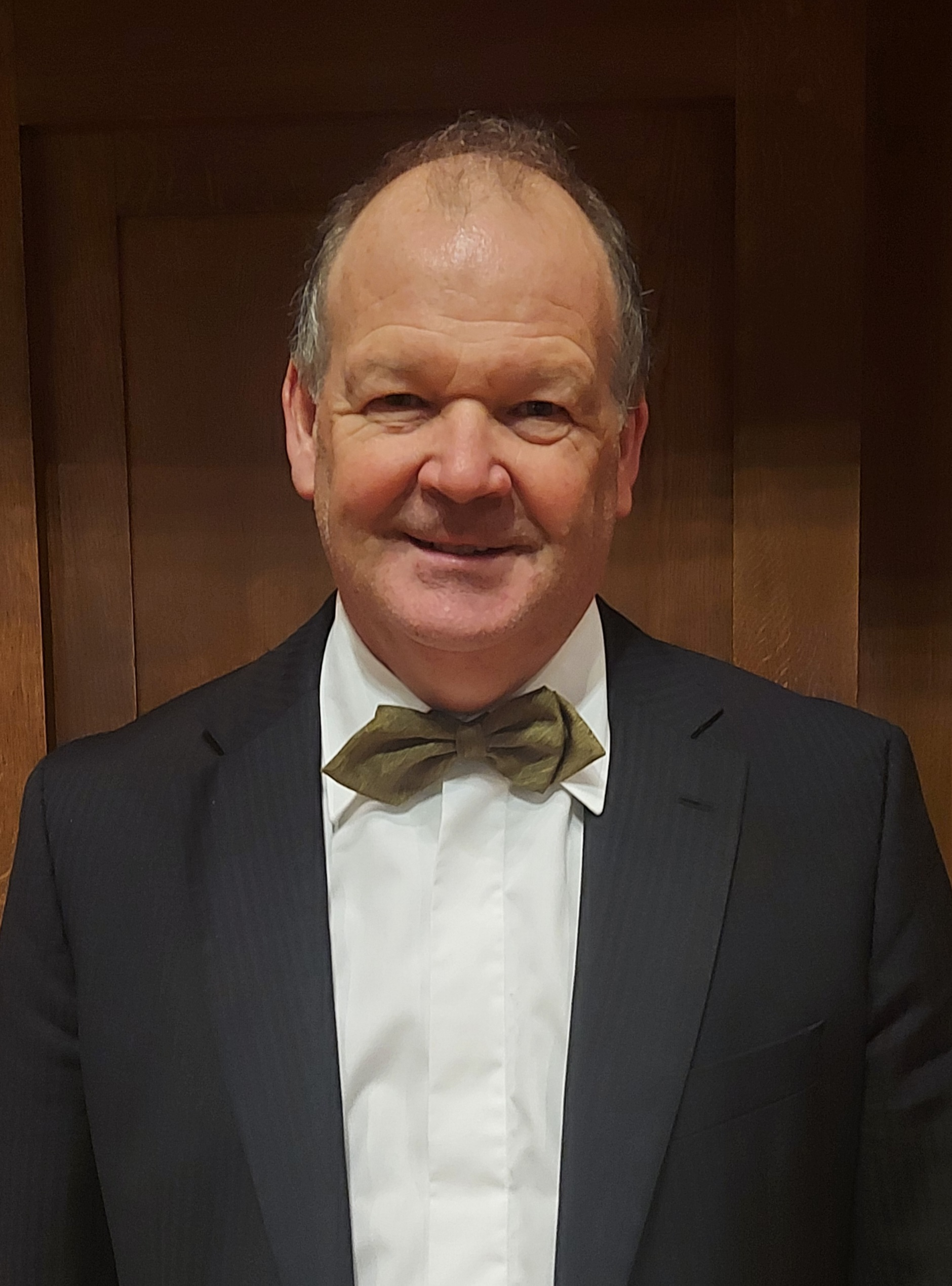
Pierre Nimax (2022)

Pierre Nimax jr. (Luxemburg, 7 mei 1961) is een hedendaags Luxemburgs componist, organist en professor in muziek. 

## Leven
Hij studeerde bij zijn vader Pierre Nimax sr., die componist en eveneens van 1971 tot 1986 dirigent was van de Musique Militaire Grand-Ducale te Luxemburg. Verder studeerde hij aan het conservatorium van de stad Luxemburg bij Albert Leblanc en orgel bij Pierre Drauth alsook aan het Koninklijke Muziek-Conservatorium te Brussel eveneens orgel bij Leopold Sluys en Hubert Schoonbroodt waar hij verschillende prijzen haalt, vooral de 1e prijs voor orgel. Daarna studeerde hij katholieke kerkmuziek aan de Rheinische Musikhochschule te Keulen bij Rudolf Ewerhart. Het vak compositie studeerde hij bij Alexander Müllenbach aan het conservatorium te Luxemburg. Sinds 1991 is hij professor voor kerkmuziek en orgel aan hetzelfde conservatorium in Luxemburg en stichtte in hetzelfde jaar een jeugdkoor Pueri cantores aan dit conservatorium. 
Verder is hij sinds 1986 titulairorganist aan de St. Martinskerk te Dudelange. Als organist en als koordirigent heeft hij talrijke concerten en CD- en Radio-opnamen in Luxemburg alsook in België, Duitsland, Frankrijk, Italië, Spanje en in Japan ondernomen. De CD no. 8 in de reeks Anthologie de musique luxembourgeoise werd door hem ingespeeld. Ook wetenschappelijke bijdragen over het orgel en de kerkmuziek in Luxemburg heeft hij op zijn naam staan. 
Zijn oeuvre omvat hoofdzakelijk werken voor orgel, kamermuziek en koren.

## Composities

### Werken voor orgel
- 1994 Noctural Landscape
- 1995 Segesta
- 1999 Le Rossignol sans Amour pour orgues et rossignols

### Werken voor koor en instrumenten of orkest
- 1998 Wann d'Sonn un Himmel hell liicht pour 6 instruments et choeur
- 1999 L'Albero voor sopraan, gemengd koor, fluit, viool, contrabas, percussie en piano
- 1999 Ut Queant Laxis pour orgues, choeur mixte et récitant
- 1999 Phosphoris pour baryton, choeur, percussion et piano

### Werken voor koor
- Conclusio, voor gemengd koor
- Hymnus, voor gemengd koor
- Introitus, voor gemengd koor
- Wei meng Mamm, voor gemengd koor

### Kamermuziek
- 1999 Sehet die Vögel unter dem Himmel pour okarina, soprano, 4 Peckvillercher

## Publicaties
- Die kirchenmusikalischen Kompositionen der Domchorregenten und der Domorganisten (1866-1987) der Kathedrale, Bertrange Bertrange. 1992.
- 150 Joer Maìtrise vun der Katheral 1844-1994 - Festschrift des Luxemburger Kathedralchores Luxemburg. 1994.